# Black Moss Reservoirs
Die Black Moss Reservoirs sind zwei Stauseen nördlich von Barley am Ostrand des Pendle Hill in Lancashire, England. Das Gebiet, in dem sie liegen, stellt einen abgetrennten Teil der AONB Forest of Bowland dar.
Das Black Moss Water, speist zunächst das Upper Black Moss Reservoir und fließt dann durch das südwestlich davon gelegene Lower Black Moss Reservoir. Die Stauseen dienen der Trinkwasserversorgung der Stadt Nelson und ihrer Umgebung.
Der größere der beiden Stauseen, das Lower Black Moss Reservoir, wurde 1903 und das Upper Black Moss Reservoir wurde 1894 fertiggestellt.